# Capotille
Capotille (Haïtiaans-Creools: Kapotiy) is een stad en gemeente in Haïti met 19.500 inwoners. 
De plaats ligt op de grens met de Dominicaanse Republiek. De gemeente maakt deel uit van het arrondissement Ouanaminthe in het departement Nord-Est.

## Indeling
De gemeente bestaat uit de volgende sections communales:
| Nr. | Naam      | Km²   | Inw.2015 |
| --- | --------- | ----- | -------- |
| 1   | Capotille | 32,91 | 13.269   |
| 2   | Lamine    | 35,78 | 6.113    |